# Канада на Летњим олимпијским играма 1908.
Канада је учествовала на Летњим олимпијским играма одржаним 1908. године у Лондону, Енглеска. То су биле треће Игре на којима су учествовали канадски спортисти. На ове игре Канада је послала 87 спортиста који су учествовали у једанаест спортова. Канађани су се такмичили у атлетици, бициклизму, веслању, гимнастици, лакросу, мачевању, пливању, рвању, роњењу, стрељаштву и тенису. Канадски спортисти су освојили укупно 16 медаља и од тога три злата што их је поставило на седмо место у укупном збиру освојених медаља. 
На овим играма Канада је са својим представником Томијем Лонгботом била фаворит за златну медаљу у маратону. Томи Лонгбот је био Индијанац из резервата Сикс Нејшон (Six Nations Reserve) и важио је за изванредног дугопругаша, претходно је 1906. године победио на Торонтском маратону а 1907. године на Бостонском маратону и са том репутацијом је дошао као фаворит на Лондонску олимпијаду. 
Маратон је почео код дворца Виндзор и дужина стазе је била одређена на 26 миља и 385 јарди и од тада је ова дужина постала стандард за маратонске трке. Већ на почетку трке Лонгбот је преузео вођство и диктирао темпо.
Негде после 10 миља, обишла су га три британска такмичара, али је ипак после 14 миља Лонгбот успео да се врати на другу позицију. После 19 миља Лонгбот је пао од исцрпљености и одустао од трке. Ову историјску трку је забележила и камера тако да се види Италијан Дорандо Пјетри како тетурајући се приближава циљу и где му олимпијски званичници помажу да прође кроз циљ, што му је донело дисквалификацију и тиме омогучио американцу Хејсу, који је прошао као други да добије златну медаљу.
Учесници по спортовима
| Спорт          | Мушкарци | Жене | Укупно |
| -------------- | -------- | ---- | ------ |
| Атлетика       | 27       | 0    | 27     |
| Бициклизам     | 5        | 0    | 5      |
| Веслање        | 13       | 0    | 13     |
| Гимнастика     | 2        | 0    | 2      |
| Мачевање       | 1        | 0    | 1      |
| Лакрос         | 12       | 0    | 12     |
| Пливање        | 1*       | 0    | 1      |
| Рвање          | 1        | 0    | 1      |
| Скокови у воду | 1*       | 0    | 1      |
| Стрељаштво     | 22       | 0    | 22     |
| Тенис          | 3        | 0    | 1      |
| Укупно (11)    | 87*      | 0    | 87     |

* у пливању и скоковима у воду наступио је исти такмичар

## Освајачи медаља
Канада је завршила у укупном скору као седма нација по броју медаља са три златне од укупно шеснаест освојених медаља.

### Злато
- Боби Кер – Атлетика, 200 m, мушки
- Валтер Јуинг – Стрељаштво, мушки
- Канадска репрезентација – Лакрос, мушки

### Сребро
- Џон Гарфилд Макдоналд – Атлетика, троскок, мушки
- Стрељаштво – Екипно, мушки
- Џорџ Бати – Стрељаштво, мушки

### Бронза
- Боби Кер – Атлетика, 100 , мушки
- Корнелијус Валш – Атлетика, бацање кладива, мушки
- Калвин Брикер – Атлетика, скок удаљ, мушки
- Едвард Арчибалд – Атлетика, скок са мотком, мушки
- Бициклизам – Екипно, мушки
- Двојац без кормилара – Веслање, мушки
- Четверац без кормилара – Веслање, мушки
- Осмерац са кормиларем – Веслање, мушки
- Стрељаштво – Екипно, мушки
- Уберт Кот – Рвање, слободни стил-бантам, мушки